# Alexandre Avancini
Alexandre da Rosa Avancini (São Paulo, 10 de setembro de 1965) é um diretor e produtor brasileiro.

## Biografia
É filho do também diretor Walter Avancini, sendo, consequentemente, descendente de italianos e irmão da atriz Andréa Avancini e do artista plástico Otávio Avancini. É casado com a atriz Nanda Ziegler, com quem tem um filho: Enrico, além de uma outra filha, de seu primeiro casamento com Erika Faccini, chamada Valentina.

## Filmografia

### Televisão
| Ano  | Trabalho                         | Função        | Autor(es)          | Emissora   |
| ---- | -------------------------------- | ------------- | ------------------ | ---------- |
| 1994 | Quatro por Quatro                | Diretor       | Carlos Lombardi    | Rede Globo |
| 1994 | Pátria Minha                     | Diretor       | Gilberto Braga     | Rede Globo |
| 1995 | História de Amor                 | Diretor       | Manoel Carlos      | Rede Globo |
| 1996 | Anjo de Mim                      | Diretor       | Walter Negrão      | Rede Globo |
| 1997 | Por Amor                         | Diretor       | Manoel Carlos      | Rede Globo |
| 1999 | Suave Veneno                     | Diretor       | Aguinaldo Silva    | Rede Globo |
| 2000 | Uga Uga                          | Diretor       | Carlos Lombardi    | Rede Globo |
| 2001 | Presença de Anita                | Diretor       | Manoel Carlos      | Rede Globo |
| 2002 | Coração de Estudante             | Diretor       | Emanoel Jacobina   | Rede Globo |
| 2002 | O Quinto dos Infernos            | Diretor       | Carlos Lombardi    | Rede Globo |
| 2003 | Kubanacan                        | Diretor       | Carlos Lombardi    | Rede Globo |
| 2005 | Prova de Amor                    | Diretor geral | Tiago Santiago     | RecordTV   |
| 2006 | Vidas Opostas                    | Diretor geral | Marcílio Moraes    | RecordTV   |
| 2007 | Caminhos do Coração              | Diretor geral | Tiago Santiago     | RecordTV   |
| 2008 | Os Mutantes: Caminhos do Coração | Diretor geral | Tiago Santiago     | RecordTV   |
| 2009 | Promessas de Amor                | Diretor geral | Tiago Santiago     | RecordTV   |
| 2009 | A Lei e o Crime                  | Diretor geral | Marcílio Moraes    | RecordTV   |
| 2011 | Vidas em Jogo                    | Diretor geral | Cristianne Fridman | RecordTV   |
| 2013 | José do Egito                    | Diretor geral | Vivian de Oliveira | RecordTV   |
| 2013 | Pecado Mortal                    | Diretor geral | Carlos Lombardi    | RecordTV   |
| 2015 | Os Dez Mandamentos               | Diretor geral | Vivian de Oliveira | RecordTV   |
| 2016 | A Terra Prometida                | Diretor geral | Renato Modesto     | RecordTV   |
| 2019 | Jezabel                          | Diretor geral | Cristianne Fridman | RecordTV   |

### Cinema
| Ano  | Títulos                     | Autores |
| ---- | --------------------------- | ------- |
| 2016 | Os Dez Mandamentos: O Filme | Diretor |
| 2018 | Nada a Perder               | Diretor |
| 2019 | Nada a Perder 2             | Diretor |